# World Women’s Snooker Tour 2018/2019
World Women’s Snooker Tour 2018/2019 – seria turniejów snookerowych kobiet, organizowanych przez World Women’s Snooker, rozgrywanych między 15 września 2019 a 23 lutego 2019.

## Kalendarz
Kalendarz zawodów:
| Daty       | Daty       | Gospodarz | Turniej                            | Typ        | Miejsce                                | Miasto     | Zwyciężczyni                                               | Finalistka                         | Wynik | Przypisy             |
| ---------- | ---------- | --------- | ---------------------------------- | ---------- | -------------------------------------- | ---------- | ---------------------------------------------------------- | ---------------------------------- | ----- | -------------------- |
| 2018-09-15 | 2018-09-16 | Anglia    | UK Women’s Championship            | rankingowy | Northern Snooker Centre                | Leeds      | Ng On Yee                                                  | Rebecca Kenna                      | 4-1   | [ 2 ] [ 3 ]          |
| 2018-10-05 | 2018-10-07 | Belgia    | European Women’s Masters           | rankingowy | De Maxx                                | Neerpelt   | Reanne Evans                                               | Mink Nutcharut                     | 4-1   | [ 4 ] [ 5 ]          |
| 2018-10-24 | 2018-10-25 | Australia | Australian Women’s Snooker Open    | rankingowy | Mt Pritchard & District Community Club | Sydney     | Ng On Yee                                                  | Katrina Wan                        | 4-2   | [ 6 ] [ 7 ]          |
| 2018-11-24 | 2018-11-25 | Anglia    | Women’s Masters                    | rankingowy | South West Snooker Academy             | Gloucester | Reanne Evans                                               | Rebecca Kenna                      | 4-0   | [ 8 ] [ 9 ]          |
| 2019-02-01 | 2019-02-03 | Belgia    | Belgian Women’s Open               | rankingowy | The Trickshot                          | Brugia     | Reanne Evans                                               | Ng On Yee                          | 4-1   | [ 10 ] [ 11 ]        |
| 2019-04-13 | 2019-04-13 | Anglia    | Women’s World 10-Reds Championship | rankingowy | Northern Snooker Centre                | Leeds      | Reanne Evans                                               | Ng On Yee                          | 4-3   | [ 12 ] [ 13 ]        |
| 2019-04-14 | 2019-04-14 | Anglia    | Women’s World 6-Reds Championship  | rankingowy | Northern Snooker Centre                | Leeds      | Reanne Evans                                               | Mink Nutcharut                     | 4-1   | [ 14 ] [ 15 ]        |
| 2019-06-17 | 2019-06-18 | Anglia    | Women’s Snooker World Cup          | drużynowy  | Hi-End Snooker Club                    | Bangkok    | Tajlandia A · Waratthanun Sukritthanes · Baipat Siripaporn | Hongkong A · Ng On Yee · Ho Yee Ki | 4-0   | [ 16 ] [ 17 ] [ 18 ] |
| 2019-06-20 | 2019-06-23 | Tajlandia | Mistrzostwa świata kobiet          | rankingowy | Hi-End Snooker Club                    | Bangkok    | Reanne Evans                                               | Mink Nutcharut                     | 6-3   | [ 19 ] [ 20 ]        |

| Turnieje rankingowe    |
| Turnieje nierankingowe |
| Turnieje drużynowe     |